# Atotonilco el Grande (municipi)
El municipi d'Atotonilco el Grande és un dels vuitanta-quatre municipis que integren l'estat d'Hidalgo, Mèxic; té com a cap de municipi la localitat d'Atotonilco el Grande.
Atotonilco el Grande es localitza al centre del territori d'Hidalgo entre els paral·lels 20° 13’ i 20° 27’ de latitud nord; els meridians 98° 32’ i 98° 50’ de longitud oest; amb una altitud entre 1300 i 2600 msnm. Aquest municipi té una superfície de 457.09 km², i representa el 2.20% de la superfície de l'estat; dins la regió geogràfica denominada com a Comarca Minera.
Limita al nord amb els municipis de Metztitlán i San Agustín Metzquititlán; a l'est amb l'estat de Veracruz de Ignacio de la Llave i amb el municipi de Huasca de Ocampo; al sud amb els municipis de Huasca d'Ocampo, Omitlán de Juárez i Mineral del Chico; a l'oest amb els municipis de Mineral del Chico, Actopan i Metztitlán.

## Toponímia
Atotonilco deriva etimològicament del nàhuatl atotonilli 'aigua calenta', i co preposició locativa que indica lloc, de manera que Atotonilco significaria 'lloc d'aigua calenta'. Per diferenciar-se d'altres indrets que tenien el mateix nom, en l'antiguitat era conegut com a 'Huei-Atotonilco', que vol dir Atotonilco el Grande, ja que el 'Huei', en llengua náhuatl també, prové de -Huehuetl-, que vol dir gran o vell.